# Dudu Ronalsa
João Eduardo Martins Coelho da Paz (São Paulo, 6 de outubro de 1981), é um político brasileiro, filiado ao MDB. Nas eleições de 2022, foi eleito deputado estadual por AL.